# James Michael Harvey
James Michael Harvey (sinh 1949) là một Hồng y người Hoa Kỳ của Giáo hội Công giáo Rôma. Ông hiện đảm trách vai trò Tổng linh mục Vương cung Thánh đường Thánh Phaolô Ngoại Thành. Trước đó, trong vòng 24 năm, ông đảm trách vai trò Tổng trưởng Phòng Quản gia Giáo hoàng, từ năm 1998 đến năm 2014.
Hồng y James M. Harvey đã dành 30 năm làm việc tại Vatican với các vị trí đòi hỏi sự thận trọng và tạo điều kiện khiến ông này có những tiếp xúc thường ngày với Giáo hoàng, các nhà lãnh đạo chính phủ mạnh nhất thế giới và hàng triệu tín hữu Công giáo.

## Thân thề và tu tập
Hồng y Harvey sinh ngày 20 tháng 10 năm 1949, tại Milwaukee, Wisconsin, Hoa Kỳ. Cậu bé Harvey đã theo học các trường trung học và cao đẳng tại chủng viện tổng giáo phận Milwaukee. Được gửi tới trường Giáo hoàng Học viện Bắc Mỹ tại Roma, ông đã nhận được văn bằng thần học từ Đại học Giáo hoàng Gregorian.

## Linh mục
Sau quá trình tu học dài hạn tại các cơ sở chủng viện theo quy định của Giáo luật, ngày 29 tháng 6 năm 1975, ông được truyền chức linh mục, cho Tổng giáo phận Milwaukee, bởi Giáo hoàng Phaolô VI. Ông là một trong 359 linh mục được Phaolô VI truyền chức vào ngày 29 tháng 6 năm 1975, kỷ niệm lần thứ 12 cuộc bầu cử chọn ông vào vị trí giáo hoàng.
Năm 1976, ông bắt đầu học tập tại học viện ngoại giao của Vatican. Sau khi nhận bằng tiến sĩ về Giáo luật, ông gia nhập cơ quan ngoại giao của Vatican vào năm 1980.
Ông bắt đầu học tại Học viện Giáo hoàng về Nghệ thuật tại Rôma và bước vào phục vụ ngoại giao của Toà thánh vào ngày 25 tháng 3 năm 1980. Ông cử hành các công việc mục vụ vụ trong hai năm tại đại diện giáo hoàng ở Cộng Hòa Dominican. Ngày 10 tháng 7 năm 1982, với tư cách là một cố khâm sứ, ông bắt đầu làm việc trong Bộ phận Quan hệ với các Quốc gia thuộc Ban Thư ký Nhà nước.
Từ ngày 22 tháng 7 năm 1997, linh mục Harvey đảm nhiệm vai trò Thẩm định viên của Phủ Quốc vụ khanh Tòa Thánh,.

## Giám mục
Ngày 7 tháng 2 năm 1998, Tòa Thánh loan báo việc Giáo hoàng Gioan Phaolô II đã quyết định tuyển chọn linh mục James Michael Harvey, 49 tuổi, làm Chủ tịch Phủ Quản gia Giáo hoàng, qua đó cũng bổ nhiệm linh mục này gia nhập hàng ngũ các giám mục Công giáo, với vị trí Giám mục hiệu tòa Memphis. Lễ tấn phong cho vị tân Giám mục được cử hành cách trọng thể sau đó vào ngày 19 tháng 3 cùng năm, với phần nghi thức truyền chức được chủ sự bởi ba giáo sĩ cấp cao: chủ phong cho vị tân chức chính là Giáo hoàng Gioan Phaolô II và hai vị phụ phong, gồm Hồng y Angelo Sodano, Quốc vụ khanh Tòa Thánh và Hồng y Franciszek Macharski, Tổng giám mục Tổng giáo phận Kraków, Ba Lan. Tân giám mục chọn cho mình châm ngôn:Zelus domus tuæ.

## Tổng giám mục, thăng Hồng y
Ngày 29 tháng 9 năm 2003, ông được thăng hàm Tổng giám mục, là Tổng giám mục Hiệu tòa Memphis. Harvey là một trong ba viên chức Vatican gần gũi nhất với Giáo hoàng Gioan Phaolô II, điều phối các cuộc gặp gỡ tiếp xúc và những lần xuất hiện trước công chúng cho vị giáo hoàng đã già yếu và ngày càng bị suy nhược bởi bệnh Parkinson.
Ngày 23 tháng 11 năm 2012, Giáo hoàng Biển Đức XVI công bố bổ nhiệm Tổng giám mục James Michael Harvey làm Tổng linh mục Vương cung Thánh đường Thánh Phaolô Ngoại Thành. Nghi lễ phong tước Hồng y Harvey diễn ra ngay sau đó vào ngày 24, Giáo hoàng thăng Tổng giám mục Harvey làm Hồng y đẳng Phó tế Nhà thờ S. Pio V a Villa Carpegna. Ngày 13 tháng 1 năm, 2013, ông đã đến nhận chức vụ mới tại Vương cung Thánh đường Thánh Phaolô Ngoại Thành và sau đó ngày 26 tháng 5 cùng năm, Tân Hồng y đã nhận nhà thờ Hiệu tòa của mình.

## Tông truyền
Hồng y James Michael Harvey được truyền chức linh mục năm 1975, dưới thời Giáo hoàng Phaolô VI, bởi:
- Chủ phong: Giáo hoàng Phaolô VI.

Hồng y James Michael Harvey được tấn phong giám mục năm 1998, dưới thời Giáo hoàng Gioan Phaolô II, bởi:
- Chủ phong: Giáo hoàng Gioan Phaolô II
- Hai vị phụ phong: Hồng y Angelo Sodano, Quốc vụ khanh Tòa Thánh và Hồng y Franciszek Macharski, Tổng giám mục Tổng giáo phận Kraków, Ba Lan.

Hồng y James Michael Harvey từng đóng vai trò chủ phong trong nghi thức tấn phong giám mục:
- Năm 2013, Tổng giám mục Leo William Cushley, hiện đang là Tổng giám mục đô thành Tổng giáo phận Saint Andrews and Edinburgh, Scotland, Liên hiệp Anh.